# Maenola
Maenola es un género de arañas araneomorfas de la familia Salticidae. Se encuentra en Sudamérica.

## Lista de especies
Según The World Spider Catalog 12.5:::
- Maenola braziliana Soares & Camargo, 1948
- Maenola lunata Mello-Leitão, 1940
- Maenola starkei Simon, 1900